# A rovesciata

A rovesciata

La a rovesciata (In maiuscolo: Ɐ, in minuscolo: ɐ) è un carattere basato sul carattere latino A che appare rovesciato.

## Storia
Il primo reperto storico a possedere questo carattere fu un denario proveniente dalla Repubblica Romana ritrovato nella collezione di un numismatico madrileno. È comunque materia di dibattito se fosse stato intenzionale, oppure è stato un errore di stampa ed era inizialmente inteso come una V.
Dal momento che creare questo carattere fu estremamente facile con le tecnologie di stampa dell’epoca, questo carattere trovò numerosissimi utilizzi. Secondo il principio dell’acrofonia, la A, arriva da un carattere dell'alfabeto proto-sinaitico che doveva rappresentare la testa di un bue o di una mucca. L’orientamento e il suo originale significato si sono persi col tempo. Il simbolo della A capovolta restituisce alla lettera una rappresentazione logografica più facilmente riconoscibile della testa di un bue.
Nel diciottesimo secolo, Edward Lhuyd e William Pryce, utilizzarono sia Ɐ che ɐ come simbolo fonetico per la lingua cornica. Nel secolo successivo, fu utilizzato anche da Charles Sanders Pierce come simbolo per le cose “non-americane”.
Inizialmente U+1D44 ᵄ  trovò utilizzo nell'alfabeto fonetico uralico che venne utilizzato per trascrivere le lingue uraliche, tuttavia, poiché questo sistema non è stato standardizzato tra le diverse lingue (né all'interno delle stesse), è stato soppiantato in questo utilizzo dall'alfabeto fonetico internazionale.

## Utilizzo odierno
La a rovesciata oggi ha impieghi in due principali campi:

### Fonetica
Nell’alfabeto fonetico internazionale, il carattere è utilizzato per rappresentare una vocale centrale quasi aperta, [ɐ]. Non è presente in lingua italiana.

### Matematica
La Ɐ, in matematica, è usata invece per rappresentare un quantificatore universale nella teoria del primo ordine. Il primo utilizzo risale al 1935 da Gerhard Gentzen. Di contro, una E specchiata (Ǝ) è stata usata da Giuseppe Peano (e successivamente da Bertrand Russel) come quantificatore esistenziale.